# Gaura Barhaj
Gaura Barhaj é uma cidade e um município no distrito de Deoria, no estado indiano de Uttar Pradesh.

## Demografia
Segundo o censo de 2001, Gaura Barhaj tinha uma população de 35,279 habitantes. Os indivíduos do sexo masculino constituem 53% da população e os do sexo feminino 47%. Gaura Barhaj tem uma taxa de literacia de 57%, inferior à média nacional de 59.5%: a literacia no sexo masculino é de 65% e no sexo feminino é de 47%. Em Gaura Barhaj, 16% da população está abaixo dos 6 anos de idade.